# Børge Janssen
Christian Victor Børge Janssen, född 15 maj 1867, död 27 december 1933, var en dansk författare.
Janssen blev bekant för sina många populära historiska romaner, bland vilka märks Jomfruen fra Lucca (1904), Kongelig Naade (1905), Prinsessen (1906), Bente Gyldenløve (1910), Chritiern II:s datter (1908-1912) med flera. Janssens författarskap utgjorde en fortsättning på Herman Frederik Ewalds stil. De flesta av hans romaner finns översatta till svenska.

## Böcker på svenska
- Spanska nätter (okänd översättare, Fahlcrantz, 1899)
- Ungmön från Lucca: en bok om en konungs ungdomskärlek (översättning Ernst Lundquist, Fahlcrantz, 1905) (Jomfruen fra Lucca)
- Prinsessan: en kärlekshistoria från hofvet (översättning Otto Borgström, Bohlin, 1906) (Prinsessen)
- Kejsaren af Läsö: en berättelse från Curt Adelaers dagar (översättning L. Th-n, Bohlin, 1907)
- Dona Carmen: en natt i Spanien (översättning Mathilda Drangel, Bohlin, 1907)
- Madonnans vilja: en berättelse från Firenze om pest och kärlek (översättning Mathilda Drangel, Bohlin, 1909) (Madonnans vilje)
- Ulrika Eleonora: Karl XI:s drottning - Karl XII:s moder (översättning Axel Nihlén, 1911)
- Kungens historier (översättning Hanny Flygare, Norstedt, 1912)
- Kristina af Milano (översättning Axel Nihlén, Norstedt, 1912) (Christine af Milano)
- Kristina af Danmark (översättning Axel Nihlén, Norstedt, 1912) (Christine af Danmark)
- En roman från Rosenborg (översättning Axel Nihlén, Norstedt, 1913)
- Kungen kommer: historiska berättelser för barn (översättning Hanny Flygare, Norstedt, 1913)
- Kristina af Lothringen (översättning Axel Nihlén, Norstedt, 1913)
- Prinsessan och hennes kammarherre (översättning Axel Nihlén, 1914) (Prinsessens Kammerherre)
- Bente Gyldenløve (översättning Axel Nihlén, 1914) (Bente Gyldenløve)
- Don Erik (översättning Axel Nihlén, Norstedt, 1915)
- Kungens grenadjär (översättning Axel Nihlén, Norstedt, 1916)
- De två hovjungfrurna (översättning Axel Nihlén, Norstedt, 1917)
- Kunglig nåd (översättning Axel Nihlén, Norstedt, 1917)
- Kristina Gyllenstierna i fängelse (översättning Axel Nihlén, Norstedt, 1918) (Den fangne Frue)
- Sören Norbys ring (översättning Axel Nihlén, Norstedt, 1919) (Den fangne Lehnsmand)
- Förvisad: dansk herrgårdsroman från mitten av 1700-talet (översättning Axel Nihlén, Norstedt, 1920)
- Kungens Karen (översättning Axel Nihlén, Norstedt, 1921) (I Kongens Jærn)
- Kunglig makt (översättning Axel Nihlén, Norstedt, 1922)
- Nils Grubbes äventyr: en historia om zigenare och hästtjuvar (okänd översättare, Bohlin, 1924)